# Florence (Oregon)
Florence és una població dels Estats Units a l'estat d'Oregon. Segons el cens del 2007 tenia 8.270 habitants.

## Demografia
Segons el cens del 2000, Florence tenia 7.263 habitants, 3.564 habitatges, i 2.145 famílies. La densitat de població era de 570 habitants per km².
L'edat mediana era de 56 anys. Per cada 100 dones de 18 o més anys hi havia 82,1 homes.
Cap de les famílies i el 14,4% de la població estaven per davall del llindar de pobresa.

## Poblacions més properes
El següent diagrama mostra les poblacions més properes.